# Château de Sieyes
Le château de Sieyes (également dénommé château de Voreppe) est un château du XVIIe siècle situé en France sur la commune de Voreppe dans le département de l'Isère en région Rhône-Alpes. Le château de Sieyes est propriété d'une personne privée et fermé au public.

## Description

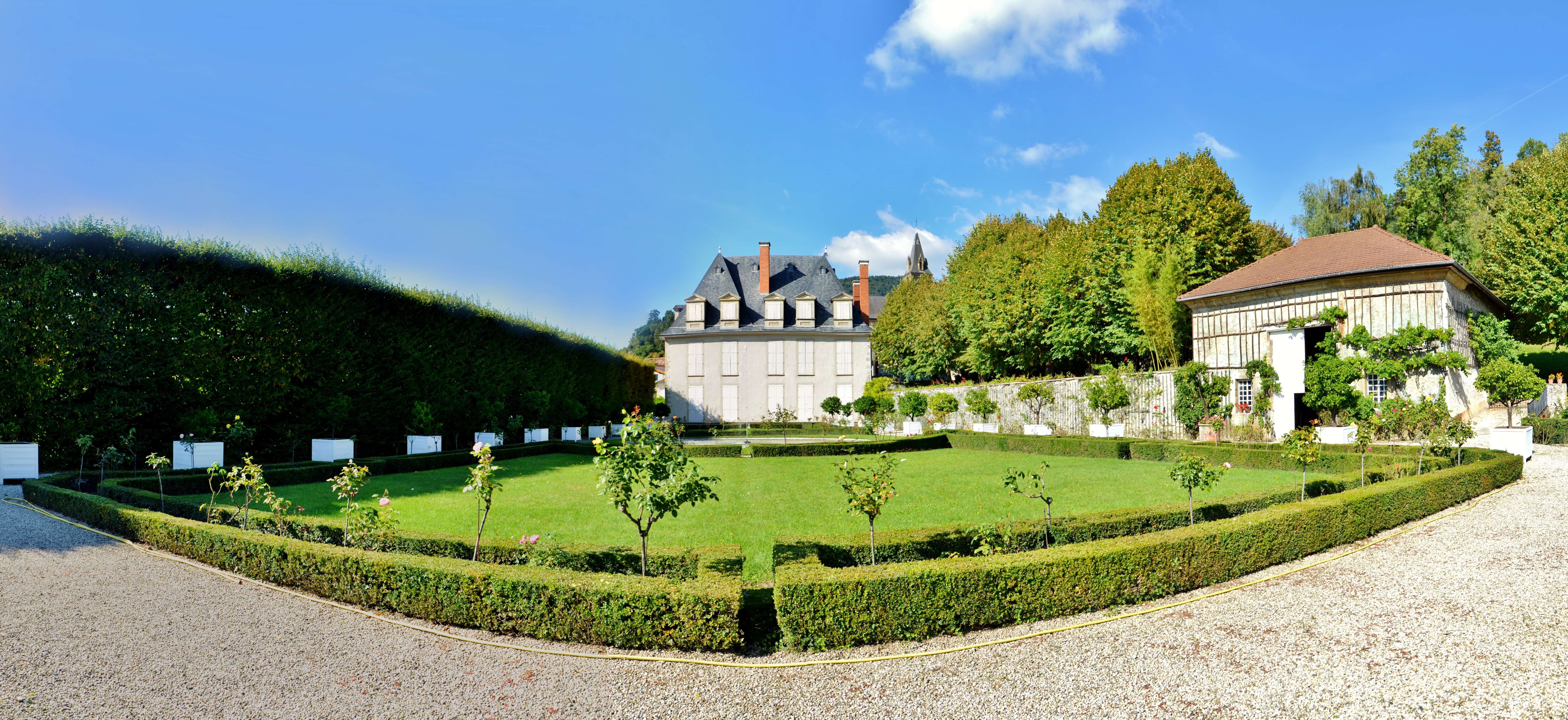
La façade sur le jardin

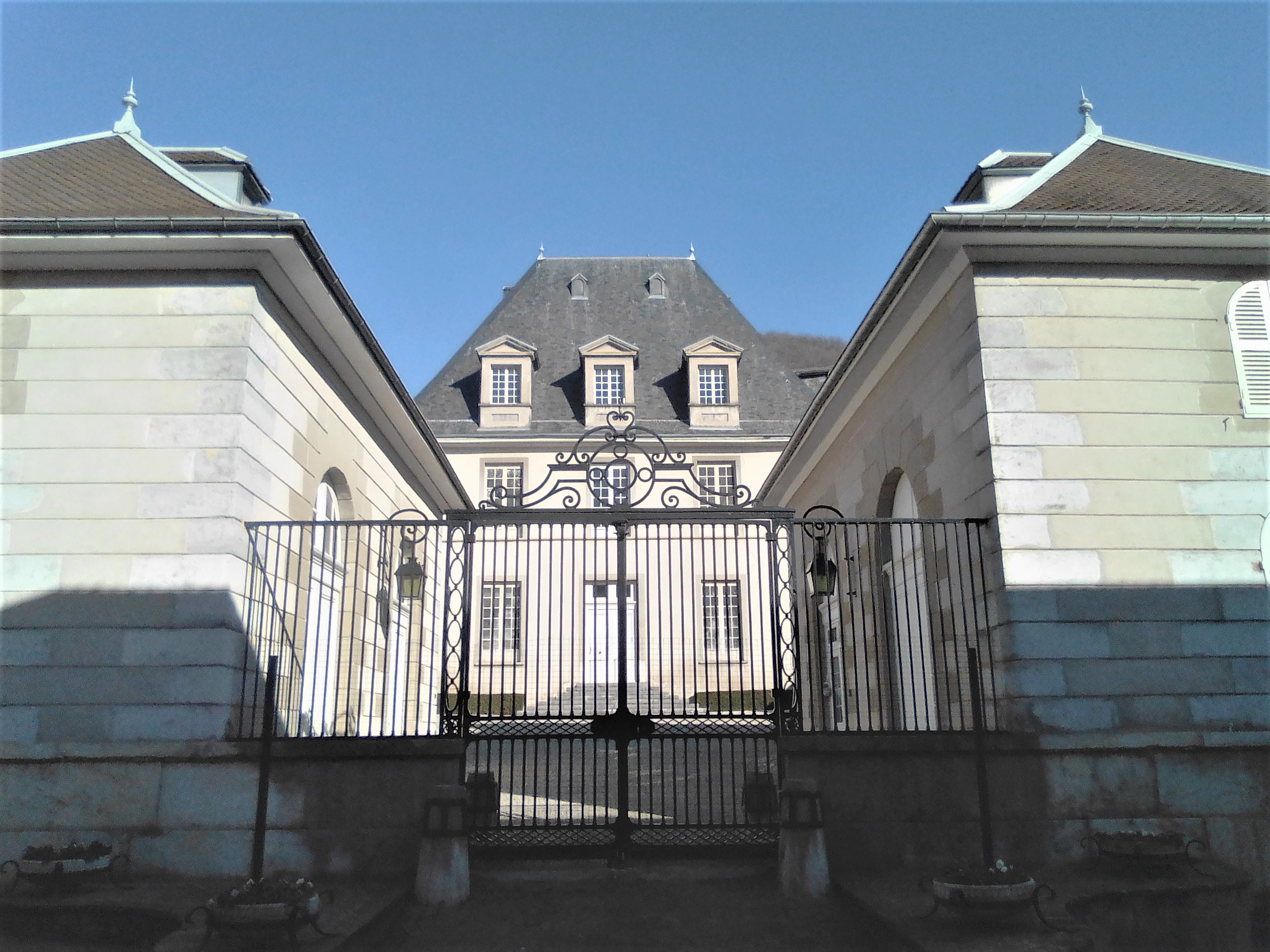
Façade du château

La belle façade sur jardin de ce château a été construite au XVIIe siècle et s'ouvre sur les terrasses d'un parc à la française qui aurait été dessiné par Le Nôtre. Côté rue, deux pavillons de style Empire, édifiés au XIXe siècle, entourent une petite cour dont l'accès s'effectue par une grille en fer forgé protégée par d'intéressants chasse-roues en pierre cerclés de fer. La haute toiture en ardoise, surmontée de grosses cheminées en briques, domine le bourg.
La façade sur rue présente un décor remarquable en trompe-l'œil. L'espace vert aménagé avec un jet qui entoure le château est classé comme site naturel de France.

## Histoire
Au XVIIe siècle, le château appartient à Léonard Cuchet, conseiller, secrétaire du Roi, greffier criminel au Parlement de Grenoble. Il passe ensuite à sa fille, Marie Cuchet, épouse de François des Alrics de Rousset, puis à leur descendance : familles d'Agoult, de Laurencel, de Plan de Sieyès de Veynes.
Par les salles du château se sont promenés Choderlos de Laclos (qui utilisera certains de ses habitants pour créer les personnages des Liaisons dangereuses), Honoré de Balzac, Daniel Stern et Stendhal.
La bibliothèque, le grand salon, le salon d'angle au sud est et le rez-de-chaussée avec leur décor, la grande chambre au sud, la chambre jaune au sud et la chambre d'angle au sud est et leur décor font l'objet d'un classement au titre des monuments historiques par arrêté du 6 juin 1980. Les façades et les toitures du château et de ses deux pavillons d'entrée font l'objet d'une inscription au titre des monuments historiques.